# ダウン・トゥー・ゼン・レフト
『ダウン・トゥー・ゼン・レフト』（Down Two Then Left）は、アメリカ合衆国のシンガーソングライター、ボズ・スキャッグスが1977年に発表したスタジオ・アルバム。

## 背景
半数の曲でマイケル・オマーティアンがソングライティングのパートナーに起用され、オマーティアンは演奏やアレンジにも貢献した。
後にTOTOで活動するスティーヴ・ルカサーが、スタジオ・ミュージシャンとして頭角を現した最初期の作品として知られ、また、前作『シルク・ディグリーズ』（1976年）に引き続き、やはりTOTOのメンバーとして知られるジェフ・ポーカロやデヴィッド・ハンゲイトもレコーディングに参加した。「ハード・タイムス」と「ホワッチャ・ゴナ・テル・ユア・マン」では、スキャッグス自身がギター・ソロを弾いている。

## 反響・評価
アメリカでは1979年1月14日付のBillboard 200で11位に達し、自身2作目の全米トップ20アルバムとなった。
ニュージーランドのアルバム・チャートでは22週連続でトップ40入り（うち17週トップ10入り）し、最高2位を記録した。日本では前作『シルク・ディグリーズ』以上のヒット作となり、1977年12月5日に発売された日本初回盤LP (25AP-800)の売り上げは7万枚を超え、オリコンLPチャートでは28週トップ100入りして最高12位を記録した。イギリスでは1977年12月17日付の全英アルバムチャートで55位となり、自身2作目の全英トップ100入りを果たすが、翌週にはチャート圏外に消えた。
本作からは「ハード・タイムス」（全米58位）、「ハリウッド」（全米49位・全英33位・ニュージーランド7位）がシングル・ヒットした。
Jason Eliasはオールミュージックにおいて5点満点中3点を付け「全体的には『シルク・ディグリーズ』以上にソウルフルだが、前作の"What Can I Say"に匹敵するような際立った曲はない」と評している。

## 収録曲
特記なき楽曲はボズ・スキャッグスとマイケル・オマーティアンの共作。
Side 1
1. スティル・フォーリング・フォア・ユー - "Still Falling for You" (Boz Scaggs) - 3:54
2. ハード・タイムス - "Hard Times" (B. Scaggs) - 4:30
3. ア・クルー - "A Clue" (B. Scaggs) - 3:58
4. ホワッチャ・ゴナ・テル・ユア・マン - "Whatcha Gonna Tell Your Man" (B. Scaggs, Jai Winding) - 3:54
5. ウィアー・ウェイティング - "We're Waiting" - 6:24

Side 2
1. ハリウッド - "Hollywood" - 3:10
2. ゼン・シー・ウォークト・アウェイ - "Then She Walked Away" - 4:06
3. ギミー・ザ・グッズ - "Gimme the Goods" - 4:15
4. 1993 - "1993" - 4:05
5. トゥモロー・ネヴァー・ケイム〜トゥモロー・ネヴァー・ケイム（リプライズ） - "Tomorrow Never Came/Tomorrow Never Came (Reprise)" (B. Scaggs) - 4:41

## 参加ミュージシャン
- ボズ・スキャッグス - リード・ボーカル(all songs)、ギター・ソロ(on #2, #4)、バッキング・ボーカル(on #1, #5)
- マイケル・オマーティアン - キーボード、アコーディオン、マリンバ、ストリングス・アレンジ、ホーン・アレンジ
- ジェイ・ウィンディング - ピアノ(on #4)
- スティーヴ・ルカサー - ギター・ソロ(on #3, #8)
- ジェイ・グレイドン - ギター・ソロ(on #7)、リズムギター
- レイ・パーカー・ジュニア - ギター
- デヴィッド・ハンゲイト - ベース(on #1)
- スコット・エドワーズ - ベース(#1を除く全曲)
- ジェフ・ポーカロ - ドラムス(all songs)、ティンバレス(on #8)
- ヴィクター・フェルドマン - クラベス(on #2)、ヴィブラフォン(on #6)
- アラン・エステス - コンガ(on #4)
- ボビー・ホール - コンガ(on #8)
- バーバラ・コーン、チャック・フィンドレー、ダナ・ヒューズ、デヴィッド・デューク、ドン・メンザ、アーニー・ワッツ、フレッド・セルデン、スティーヴ・マダイオ - ホーン・セクション
- シド・シャープ - コンサートマスター
- キャロライン・ウィリス - アディショナル・ボーカル(on #4)、バッキング・ボーカル(on #1, #5, #6, #7)
- ジョン・レーマン - バッキング・ボーカル(on #2, #3)
- ジム・ギルストラップ - バッキング・ボーカル(on #2)
- ゼドリック・ターンボウ - バッキング・ボーカル(on #2)
- フィリス・セント・ジェイムス - バッキング・ボーカル(on #3, #7)
- ロイ・ギャロウェイ - バッキング・ボーカル(on #3)
- ヴェネッタ・フィールズ - バッキング・ボーカル(on #3)
- ボビー・キング - バッキング・ボーカル(on #4)
- エルドリッジ・キング - バッキング・ボーカル(on #4)
- テリー・エヴァンス - バッキング・ボーカル(on #4)
- ジュリア・ティルマン・ウォーターズ - バッキング・ボーカル(on #6)
- マーナ・マシューズ - バッキング・ボーカル(on #6, #7)
- ジム・ハース - バッキング・ボーカル(on #9)
- スタン・ファーバー - バッキング・ボーカル(on #9)